# Oddzielacz
Oddzielacz (ang. connecting removable link) – połącznik bezmechanizmowy o trudno rozłączalnych zestykach (np. skręcanych śrubami).